# Pont Jacques Chaban-Delmas
Pont Jacques Chaban-Delmas är en lyftbro över floden Garonne i Bordeaux, Frankrike. Bron förbinder två stadsdelar på olika sidor av floden och är Europas längsta lyftbro med sitt längsta spann på 110 m. Den har två körfält för biltrafik i vardera riktning, och gångvägar och cykelbanor på båda sidor. Dessutom finns det två kollektivkörfält i mitten av bron. Den har fått sitt namn av Jacques Chaban-Delmas, en tidigare premiärminister i Frankrike samt före detta borgmästare i Bordeaux. Den invigdes 16 mars 2013 av Frankrikes president François Hollande samt av Alain Juppé, borgmästaren i Bordeaux. Två dagar senare släpptes trafik på bron.